# Erstaufnahmeeinrichtung (Deutschland)

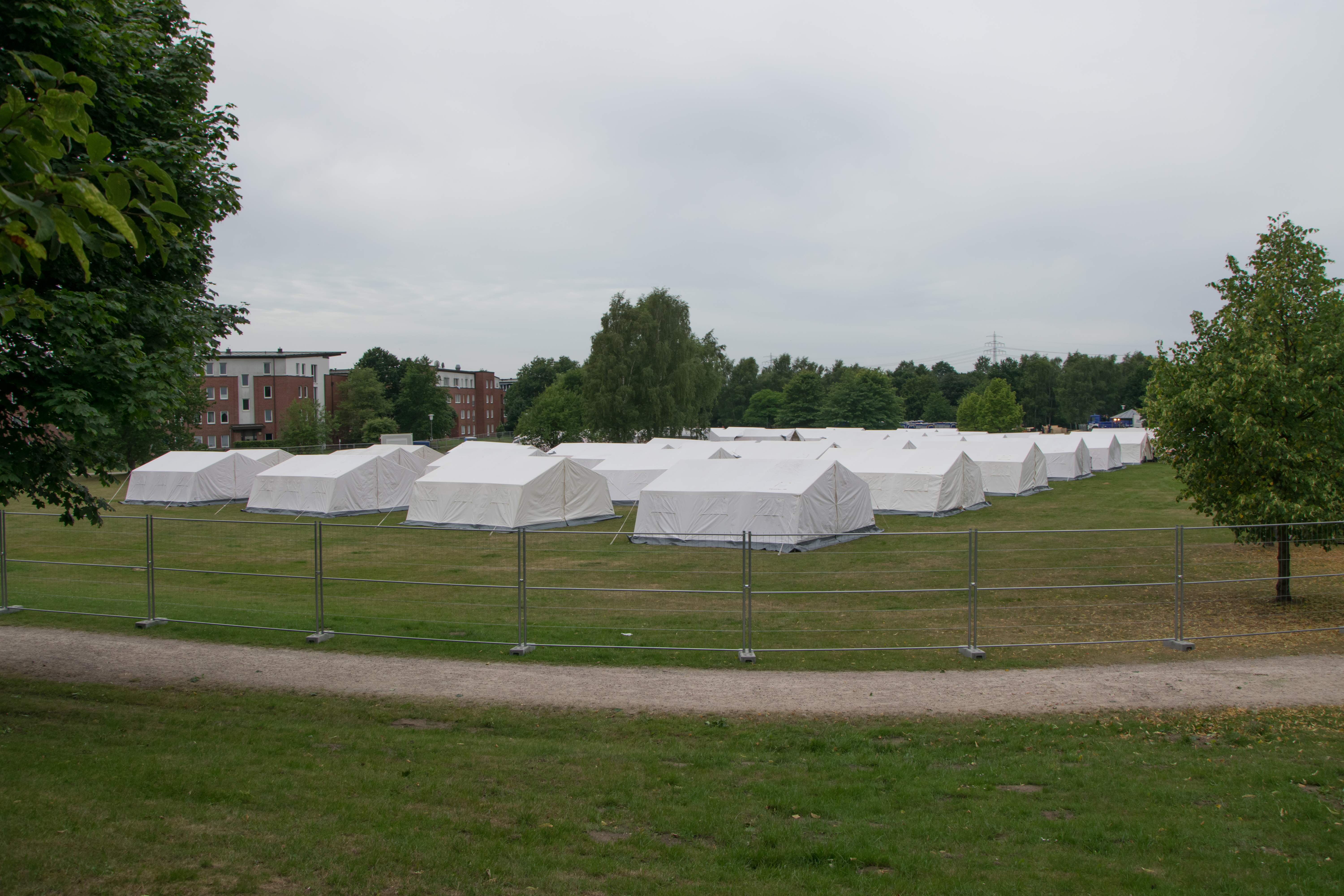
Erstaufnahmeeinrichtung – Zeltlager Jenfelder Moorpark in Hamburg-Jenfeld

Als Erstaufnahmeeinrichtung, Aufnahmeeinrichtung oder Ankunftszentrum nach § 22 Asylgesetz (Landesaufnahmeeinrichtung) bzw. laut Bundesamt für Migration und Flüchtlinge wurden in Deutschland die offiziellen Anlaufstellen und Unterkünfte für Asylbewerber bezeichnet, die diese zunächst aufsuchen müssen, um dort ihren Asylantrag zu stellen.
In Bayern wurden 2018 alle Erstaufnahmeeinrichtungen in „Ankerzentren“ umbenannt.

## Verteilung der Asylbewerber
In der Erstaufnahmeeinrichtung, der eine Außenstelle des Bundesamtes für Migration und Flüchtlinge (BAMF) zugeordnet ist, werden Flüchtlinge und Asylsuchende zunächst registriert. Die Zuweisung eines Flüchtlings oder Migranten in eine bestimmte Erstaufnahmeeinrichtung erfolgt unter Berücksichtigung der für ein bestimmtes Bundesland vom EDV-System EASY (Erstverteilung der Asylbegehrenden) errechneten Aufnahmequote und des Herkunftslandes des Asylbewerbers. Diese sind gemäß § 14 AsylG verpflichtet, in derjenigen Außenstelle des BAMF ihren Asylantrag zu stellen, die der ihnen von EASY zugewiesenen Erstaufnahmeeinrichtung zugeordnet ist.
Die Ersterfassung im Computersystem EASY ist für die Flüchtlinge und Migranten der Startpunkt des Asylverfahrens. Für das Land, dem der Flüchtling zugewiesen wird, ist die Ersterfassung die Grundlage für die Weiterverteilung.
Innerhalb eines Bundeslandes gibt es für die Verteilung der Asylbewerber keine verbindliche Quotenregelung. So musste die baden-württembergische Stadt Heidelberg, die zum Bezirk des Regierungspräsidiums Karlsruhe gehört, mehr Flüchtlinge unterbringen, als die anderen drei Regierungspräsidien Stuttgart, Freiburg und Tübingen zusammen (Stand September 2015).
Nach mehreren Monaten werden die Flüchtlinge anhand einer Quotenregelung einer kreisfreien Stadt oder einem Landkreis zugewiesen. Häufig bitten Flüchtlinge darum, möglichst dort untergebracht zu werden, wo bereits Verwandte leben. Die Unterbringung erfolgt dann in der Regel in Flüchtlingsunterkünften, es gibt jedoch auch das Konzept der dezentralen Unterbringung (Leverkusener Modell).

## Ablauf der Aufnahme
In der durch EASY zugewiesenen Erstaufnahmeeinrichtung erfolgt zunächst die Registrierung der Migranten und Flüchtlinge durch die Betreiber der Einrichtung. Verschiedene Registrierungssysteme lassen unter anderem eine personengenaue Prüfung der Belegung in den Aufnahmeeinrichtungen zu. An die aufgenommenen Asylbewerber werden nach der Registrierung Ausweise ausgegeben.
Die Aufnahmeeinrichtungen – § 22 des Asylgesetzes bezeichnet Erstaufnahmeeinrichtungen lediglich als Aufnahmeeinrichtungen – verfügen oft über medizinische Versorgungsmöglichkeiten, Kantine und Schlafsäle für viele Personen sowie ab einer Größe von 500 Plätzen über eine Außenstelle des Bundesamts für Migration und Flüchtlinge (BAMF).

### Medizinische Erstversorgung
Vor oder kurz nach der Aufnahme in den Erstaufnahmeeinrichtungen sind im Rahmen der medizinischen Erstversorgung bundesrechtlich vorgeschriebene Gesundheitsuntersuchungen durchzuführen (§ 62 AsylG, § 36 IfSG). Es handelt sich um eine Untersuchung auf übertragbare Krankheiten einschließlich einer Röntgenaufnahme der Atmungsorgane, wobei im Fall einer Schwangerschaft von der Röntgenaufnahme abzusehen und stattdessen ein ärztliches Zeugnis vorzulegen ist (§ 36 Abs. 4 IfSG).

## Soziale und gesundheitliche Situation
Angesichts der Flüchtlingskrise beschloss das Bundeskabinett am 29. September 2015 ein Gesetzespaket, das unter anderem die Regelung beinhaltet, dass in den Erstaufnahmeeinrichtungen Bargeldzahlungen einschließlich des Taschengelds weitgehend durch Sachleistungen ersetzt werden. Eine weitere Regelung ermöglicht, dass Flüchtlinge aus Westbalkanstaaten künftig bis zu sechs Monate lang – und somit für die gesamte Dauer des Asylverfahrens – in den Erstaufnahmezentren bleiben. Bund und Länder einigten sich zudem auf die Schaffung von 150.000 Erstaufnahmeplätzen.

### Unterricht
In den Bundesländern Bayern und Rheinland-Pfalz gibt es seit Januar 2016 Rechtsbildungsunterricht für Flüchtlinge. Dieser Unterricht, der die Integration von Asylbewerbern erleichtern soll, findet unter anderem auch in Erstaufnahmeeinrichtungen statt.

### Medizinische Versorgung
Bei der medizinischen Versorgung der Flüchtlinge kommt es teils zu Engpässen. In einem Krankenhaus nahe der Erstaufnahmeeinrichtung in Neumünster arbeiten aus diesem Grunde im Rahmen eines befristeten Modell-Projekts Flüchtlinge, die über eine Qualifikation als Arzt oder Pfleger verfügen, seit Mitte Oktober 2015 bei der medizinischen Betreuung von Flüchtlingen mit und unterstützen diese auch sprachlich. Sie werden unter bereits im Land befindlichen Flüchtlingen und Neuankömmlingen rekrutiert; ausgewählt werden kann nur, wer eine gute Aussicht auf eine Anerkennung als Flüchtling hat. Die für die Arbeitserlaubnis notwendigen Verwaltungsakte werden beschleunigt. Mit dem am 20. Oktober 2015 erlassenen und am 24. Oktober 2015 in Kraft getretenen Asylverfahrensbeschleunigungsgesetz wurde § 90 AsylG dahingehend geändert, dass – zeitlich begrenzt bis zum 24. Oktober 2017 – unter bestimmten Voraussetzungen Asylbegehrende, die über eine abgeschlossene Ausbildung als Arzt verfügen, zur vorübergehenden Ausübung von Heilkunde ermächtigt werden konnten, damit sie Ärzte bei der medizinischen Versorgung der Asylbegehrenden unterstützen. Die Tätigkeit darf bzw. durfte nur unter der Verantwortung eines Arztes und nur in Aufnahmeeinrichtungen nach § 44 oder Gemeinschaftsunterkünften nach § 53 AsylG ausgeübt werden.

### Kontroverse um Nichtregierungsorganisationen
Nichtregierungsorganisationen (NGO) berufen sich auf die europäische Aufnahmerichtlinie, nach der alle EU-Staaten verpflichtet sind, den NGO-Beratern Zugang zu Asylbewerbern zu gewähren, um auch Erstaufnahmeeinrichtungen zu betreten. Das Bundesland Bayern hatte Anfang 2018 angekündigt, dass sich Aktivisten solcher Gruppen keinen Zugang mehr zu Erstaufnahmeeinrichtungen verschaffen dürfen, mit der Begründung, die Privatsphäre der Bewohner schützen zu müssen. Die Beratungen könnten weiter außerhalb der Einrichtungen angeboten werden. Die Aktivisten kündigten daraufhin eine Klage gegen den Freistaat Bayern an.

## Liste von Erstaufnahmeeinrichtungen
In Deutschland bestanden in den 2010er Jahren unter anderem folgende Erstaufnahmeeinrichtungen einschließlich der 2015 behelfsmäßig entstandenen Einrichtungen, einige wurden später möglicherweise geschlossen:
Baden-Württemberg
- in Karlsruhe (mit Außenstelle in Mannheim)
- in Sigmaringen
- in Ellwangen[16]
- in Freiburg[17]

Außerdem sogenannte Bedarfsorientierte Erstaufnahmeeinrichtungen
- in Bruchsal
- in Donaueschingen
- in Immendingen
- in Hechingen
- Patrick-Henry-Village in Heidelberg[19]
- in Huttenheim (Philippsburg)
- in Karlsruhe
- in Mannheim
- in Neuenstadt am Kocher
- in Sasbachwalden
- in Schwäbisch Hall
- in Schwenningen
- in Sinsheim
- in Villingen
- in Weingarten
- in Wertheim[20]

Bayern
- Bamberg[21]
- in Deggendorf[22]
- Donauwörth[23]
- München
- Schweinfurt[24]
- ZAE Nordbayern in Zirndorf (mit mehreren Außenstellen in Mittelfranken)
- ZAE in Roth beim Fliegerhorst ist eine der Außenstellen von Zirndorf

Berlin
- Zentrale Aufnahmestelle für Flüchtlinge Berlin in Berlin-Siemensstadt.

Brandenburg
- Eisenhüttenstadt (Zentrale Aufnahmeeinrichtung des Landes Brandenburg)
- Frankfurt/Oder – Markendorf
- Wünsdorf
- Doberlug-Kirchhain

Hamburg
- auf dem Parkplatz des HSV-Stadions an der Schnackenburgallee[25]
- Alte Post in der Harburger Poststraße
- eine ehemalige Schule in Wilhelmsburg

Hessen
Erstaufnahmeeinrichtung des Landes Hessen (EAEH) mit Standorten in
- Bad Arolsen, Prinz-Eugen-Kaserne
- Büdingen, Armstrong-Kaserne
- Darmstadt, Starkenburg-Kaserne
- Gießen, Rödgener Straße (ehemals US-Depot)
- Kassel-Niederzwehren, Kaserne der Bereitschaftspolizei Hessen
- Neustadt, Ernst-Moritz-Arndt-Kaserne

Mecklenburg-Vorpommern
- Nostorf-Horst (Haupteinrichtung)
- Schwerin-Stern Buchholz

Niedersachsen
Die Landesaufnahmebehörde Niedersachsen (LAB NI) mit den Standorten und Außenstellen
- Grenzdurchgangslager Friedland
- in Bramsche[27]
- in Braunschweig
- in Langenhagen
- in Lüneburg
- in Oldenburg (Das Land Niedersachsen listet im Belegungsstand für Anfang 2017 Oldenburg als reguläre Erstaufnahmeeinrichtung.[28])
- (in Ehra-Lessien[29] zunächst Notunterkunft, ab Neujahr 2016 LAB-NI[30], wird von LAB-NI Ende September 2016 nicht als Standort genannt[31])

- in Osnabrück (seit Januar 2016[32], Betreiber: DIOS[33] und Tochterunternehmen[34])
- in Fallingbostel/Oerbke (erstes Ankunftszentrum)

Anfang 2017 sind in den sechs Erstaufnahmeeinrichtungen Friedland, Bramsche, Braunschweig, Oldenburg, Osnabrück und Fallingbostel (zusammen mit ihren Außenstellen) jeweils mehrere hundert Flüchtlinge untergebracht, insgesamt 2907 Personen. Ein Jahr zuvor waren es (zusammen mit eigenen und kommunalen Notunterkünften) etwa zehnmal so viele gewesen.
Nordrhein-Westfalen
- in Mönchengladbach JHQ
- in Münster
- in Bielefeld[35]
- in Bergisch Gladbach
- Overhammshof in Essen
- in Siegen-Wittgenstein mit den Standorten Bad Berleburg und Burbach[36]
- Bochum (www.frnrw.de)

Rheinland-Pfalz
- Aufnahmeeinrichtung für Asylbegehrende (AfA) Trier (seit Mai 1992)
- AfA Ingelheim (seit Juli 2015, zuvor seit Juni 2013 Außenstelle der AfA Trier)
- AfA Birkenfeld (seit September 2015)
- AfA Diez (seit September 2015, geschlossen seit 2016)
- AfA Kusel (seit Oktober 2015, zuvor seit September 2015 Außenstelle der AfA Trier)
- AfA-Außenstelle in Meisenheim (seit Oktober 2015)
- AfA Hermeskeil (seit November 2015, zuvor seit August 2015 Außenstelle der AfA Trier)
- auf dem Layenhof in Mainz (seit November 2015, Außenstelle der AfA Ingelheim, inzwischen aufgelöst[37])
- AfA in Speyer[38]

Sachsen
Mit Stand vom Juni 2018 werden in Sachsen Erstaufnahmeeinrichtungen in folgenden Orten betrieben:
- EAE Chemnitz (Adalbert-Stifter-Weg; mit Außenstelle in Schneeberg)[40] sowie drei weitere Einrichtungen in Chemnitz
- EAE Dresden (Hammerweg) sowie vier weitere Einrichtungen der European Homecare GmbH in Dresden und Grillenburg
- EAE Leipzig (Max-Liebermann-Straße) sowie drei weitere Einrichtungen in Leipzig und Dölzig

Engagiert sind unter anderem die DRK Sachsen, Malteser Werke, Malteser Hilfsdienst und Johanniter Unfallhilfe.
Sachsen-Anhalt
- Zentrale Anlaufstelle für Asylbewerber (ZASt) in Halberstadt[42]
- Zeitweilige Landesaufnahmeeinrichtung (LAE) für Asylbewerber, Standort Klietz (Bundeswehrstandort)[43]
- Zeitweilige Landesaufnahmeeinrichtung (LAE) für Asylbewerber, Standort Magdeburg[42]
- Zeitweilige Landesaufnahmeeinrichtung (LAE) für Asylbewerber, Standort Halle (ab September 2015)[44]

weitere:
- Bundeswehrstandort Altengrabow[45]

Schleswig-Holstein
- in Albersdorf (Holstein)
- Boostedt
- Lütjenburg
- Malente-Kiebitzhörn
- Neumünster
- Rendsburg
- Seeth[46]
- Truppenübungsplatz Putlos[47]

Thüringen
- in Bad Lobenstein[48]
- in Eisenberg[48]
- in Erfurt[48]
- in Gera[48]
- in Gotha[48]
- in Hermsdorf[48]
- in Mühlhausen[48]
- in Ohrdruf[48]
- in Suhl[48]

In der zweiten Jahreshälfte 2016 wurden alle Thüringer Aufnahmestellen außer denen in Gera und Suhl geschlossen. Ab März 2017 werden alle neuankommenden Flüchtlinge zunächst in Gera registriert und je nach Auslastung der Einrichtung gegebenenfalls nach Suhl weitergeleitet.
Im März 2020 wurde die Erstaufnahmeeinrichtung Suhl wegen der COVID-19-Pandemie unter Quarantäne gestellt.

## Im Koalitionsvertrag 2018 vorgesehene Änderung
Der Koalitionsvertrag von 2018 sieht vor, dass die Bearbeitung von Asylanträgen künftig in „zentralen Aufnahme-, Entscheidungs- und Rückführungseinrichtungen, in denen BAMF, BA, Jugendämter, Justiz, Ausländerbehörden und andere Hand in Hand arbeiten“ erfolgen soll. In den AnKER-Einrichtungen – Ankunft, Entscheidung, kommunale Verteilung bzw. Rückführung (AnKER) – soll zunächst die Identität festgestellt werden. Insgesamt soll die Aufenthaltszeit eines Erwachsenen dort in der Regel 18 Monate nicht überschreiten, bei Familien mit
minderjährigen Kindern in der Regel sechs Monate, und die Unterbringung soll geschlechter- und jugendgerecht gestaltet sein.
In Bayern wurden zum August 2018 alle bestehenden Erstaufnahmeeinrichtungen und Transitzentren in „Ankerzentren“ umbenannt.